# Antoni Fernández i Teixidó
Antoni Fernández i Teixidó (Barcelona, 24 de març de 1952) és un polític català. Es llicencià en ciències empresarials i treballà com a assessor i expert econòmic en la Societat d'Estudis Econòmics o el Foment del Treball.

## Biografia
Va iniciar la seva vida política a la Lliga Comunista Revolucionària (LCR), anys després va ser president federal del CDS de Catalunya, el partit d'Adolfo Suárez, des de 1988 al 1991, on va ser diputat al Congrés dels diputats de Madrid per la circumscripció de Barcelona a les eleccions generals espanyoles de 1986 i 1989 Parlamentari Català i Conseller de la Generalitat (Comerç, indústria, Treball i Consum) amb l'últim govern de CiU amb Jordi Pujol de President, fou diputat al Parlament de Catalunya. Està casat i té tres fills. És assessor comptable i financer.
Ha estat vicepresident i responsable de relacions institucionals de la Societat d'Estudis Econòmics, membre de la Junta de Govern del Col·legi Oficial de Titulats Mercantils i Empresarials de Barcelona i del Consell del Col·legi de Catalunya, és membre del Cercle d'Economia, de l'Associació d'Executius i Directius (A.E.D), del Col·legi de Censors Jurats de Comptes de Catalunya, i patró de diverses fundacions catalanes. Des de novembre del 2002 fins a desembre del 2003, va ésser Conseller de Treball, Indústria, Comerç i Turisme del Govern de la Generalitat de Catalunya. Ha estat diputat de Convergència i Unió al Parlament de Catalunya, President de la comissió parlamentària de la Societat de la Informació, responsable per CiU de la comissió parlamentària d'Economia, Finances i Pressupost i vocal de la comissió mixta de valoracions Estat-Generalitat. Milita des de 1993 a Convergència Democràtica de Catalunya (CDC), i des de 1996 n'és membre del comitè executiu i conseller nacional. Ha estat President del Consell d'Economia i Finançament de CDC i vicesecretari d'Economia, Innovació i Treball. Fou diputat al Parlament de Catalunya de la VIII legislatura per CiU.
Al setembre del 2006 al diari El País va publicar una informació que el relacionava amb un cap de la màfia russa detingut en l'Operació Vespa, Malchas Tetruashvili, amb qui va mantenir vincles professionals.
El 2016 va trencar el carnet convergent després del posicionament independentista del partit. Va anunciar que es plantejava la possibilitat de bastir un nou partit de centre catalanista però no independentista.
El 2017 participà en la formació del partit polític Lliures, de tendència liberal, de centre i catalanista no independentista. Va ser-ne nomenat president del Comitè Executiu.